# Collazione (diritto)
In ambito giuridico la collazione, disciplinata dagli artt. 737 e ss. del Codice civile, è l'obbligo imposto a taluni soggetti (figli, i loro discendenti e il coniuge) che accettino l'eredità, di conferire alla massa che compone il patrimonio del defunto, quanto dal medesimo ricevuto in vita per donazione diretta o indiretta, salvo che il testatore non li abbia da ciò dispensati.

## Successioni
Presupposto perché operi l'obbligo della collazione è che il donatario accetti l'eredità. Ad esempio, se Tizio, vedovo con due figli, muore lasciando beni per 100 e donazioni effettuate in vita al figlio Primo per 50, potranno verificarsi le seguenti situazioni: se Primo accetta l'eredità, egli sarà tenuto a restituire alla massa ciò che ha ricevuto in vita dal testatore (50), formando così un patrimonio da dividere con il proprio fratello pari a 150. In tal caso ai sensi dell'art. 566 c.c., il patrimonio dovrà dividersi in parti eguali e quindi Primo otterrà in definitiva un valore di (100+50)/2 = 75. Se invece Primo decidesse di non accettare l'eredità del padre egli potrà trattenere la donazione a lui fatta (50), ma l'eredità verrà interamente devoluta al proprio fratello Secondo, il quale riceverà 100.
Si tratta di un conferimento reale, e quindi non va confuso con l'operazione, puramente fittizia, che consiste nel sommare ciò che è rimasto del patrimonio a ciò che è stato regalato in vita. Qui, invece, si aggiunge alla massa ereditaria, che sono i beni che appartengono al defunto al momento dell'apertura della successione i beni che egli ha regalato, quando era in vita, ad alcune categorie di suoi successori. 
I beni immobili devono essere conferiti per imputazione o in natura, e quindi, ad es.,  Caio conferirà l'appartamento che gli ha donato il padre; i beni mobili (ad. es un brillante a Tucilia) devono essere imputati per valore (il valore che essi hanno al tempo dell'apertura della successione).

## Tariffari forensi
La collazione era anche una voce dei diritti forensi dovuti per il controllo della consistenza tra gli originali e le copie "delle comparse e di qualsiasi altro atto da comunicarsi, da notificarsi e comunque da depositarsi agli atti del processo".
Il diritto si riferiva alla mera operazione di collazione e non copriva le spese vive sostenute, che potevano essere addebitate a parte. Il diritto di collazione si calcolava in funzione delle pagine e dell'importo di causa, secondo criteri e tabelle stabilite dal Consiglio nazionale forense e pubblicate in Gazzetta ufficiale.
Il tariffario attuale non prevede più la distinzione tra diritti e onorari e calcola i compensi sulla base delle fasi giudiziali o stragiudiziali affrontate dal legale, che ricomprendono sommariamente le singole attività che erano indicate in parcella sulla base dei vecchi tariffari. 
Restano tuttavia da corrispondere a parte le spese vive.

## Codice di procedura civile
Della copia e della collazione di atti pubblici si occupano gli articoli 743 e seguenti del codice di procedura civile; in particolare l'art. 746 c.p.c. prevede il diritto di chi ha ottenuto copia di un atto pubblico di collazionare tale copia con l'originale e ciò alla presenza del custode dell'atto pubblico: quindi di confrontare che l'originale dell'atto sia conforme alla copia rilasciata.

## Diritto nobiliare
Titolo nobiliare, od onorificenza, concesso direttamente, senza alcuna delegazione. Appartengono a questa categoria i gradi dell'ordine di San Giorgio e l'ordine Piano, mentre titoli concessi per subcollazione sono l'ordine del Santo Sepolcro e l'ordine teutonico.